# Reserve-Feldartillerie-Regiment Nr. 70
Das Reserve-Feldartillerie-Regiment Nr. 70 war ein Artillerieregiment der Preußischen Armee.

## Geschichte
Das Regiment wurde aus kampferprobten Abgaben der Feldartillerie-Regimenter 5, 41, 56, 57 am 3. Januar 1915 in den Garnisonen Neiße und Grottkau zusammengestellt. Es wurde in den Verband der ebenfalls neu gebildeten 82. Reserve-Division eingegliedert, die wiederum ein Teil des XXXXI. Reservekorps war.

### Erster Weltkrieg
Das Regiment gehört zur sogenannten zweiten Rate der Neuaufstellungen (RFAR Nr. 55–70). Es besaß im Gegensatz zu den Linienregimentern nicht sechs, sondern nur vier Geschütze je Batterie. Dafür war die Anzahl an Feldkanonen und leichten Feldhaubitzen in den zu dieser Zeit aufgestellten Reserve-Feldartillerie-Brigaden gleich. Bei den regulären Feldartillerie-Brigaden, bei denen nur eines von zwei Feldartillerie-Regimentern mit einer Abteilung leichter Feldhaubitzen ausgestattet war, lag das Verhältnis dagegen bei 1:3. Die Änderung war dem Umstand geschuldet, dass mit dem Steilfeuer der leichten Feldhaubitze Feldbefestigungen sehr gut zu bekämpfen waren. Feldkanonen, die als Hauptgeschoss Schrapnells verschossen, eigneten sich dagegen sehr gut zur Bekämpfung von lebenden Zielen. Aufgrund ihres ausgewogenen Verhältnisses an Geschützen waren die Regimenter der zweiten Rate somit sehr gut dazu geeignet, einerseits den Durchbruch durch feindliche Linien zu unterstützen und andererseits unmittelbar danach in die Verfolgung, also den Bewegungskrieg überzugehen. Vier-Geschütz-Batterien waren zudem beweglicher. Alle Regimenter der zweiten Rate der Neuaufstellungen wurden bis Ende 1917 hauptsächlich an der Ostfront eingesetzt. Im Mai 1917 erhielt das Regiment eine III. Abteilung, die aber erst ab Dezember 1917 für das Regiment zum Einsatz kam. Im Gegenzug verblieb das Regiment nach der Abkommandierung des Schwesterregiments, Reserve-Feldartillerie-Regiment Nr. 69, und der damit verbundenen Auflösung der 82. Reserve-Feldartillerie-Brigade als einziges Feldartillerie-Regiment im Verband der 82. Reserve-Division. Übergeordnete Einheit war nun der Artillerie-Kommandeur Nr. 82.
Das Regiment war vom 27. Januar bis 26. März 1915 zunächst im Stellungskampf westlich der Somme eingesetzt. Nach kurzer Ausbildung zu anderweitiger Verwendung (27. März bis 22. April 1915) wurde es Ende April 1915 an die Ostfront abbefördert. Dort nahm es ab dem 2. Mai 1915 an der sogenannten Durchbruchsschlacht von Gorlice-Tarnów teil. Innerhalb der 33 km breiten Angriffsfront der 11. Armee war das Regiment auf die Stadt Gorlice selbst angesetzt. Nachdem seine Batterien deren Einnahme ermöglicht hatten, folgten sie der Infanterie schon kurz nach dem Gelingen des Durchbruchs auf die Höhen nordöstlich der Stadt und konnten von dort einen geplanten russischen Gegenstoß im Keim ersticken. Nach der Rückeroberung der Festungen Przemysl und Lemberg trat das Regiment am 18. Juli 1915 in den Verband der neu aufgestellten Bugarmee über. In deren Verband rückte es über Hrubieszów, Chełm, Włodawa, Kobryn bis nach Pinsk (heutiges Belarus) vor.
Ab September 1915 stand es im Stellungskampf an der Wesselucha und am Stochod, bis es im Dezember 1917 schließlich an die Westfront verlegt wurde und sich dort an den Abwehrschlachten des Jahres 1918 beteiligte.
Am 29. Januar 1919 wurde es in Neustadt aufgelöst.

### Kommandeure
| Dienstgrad     | Name            | Datum                              |
| -------------- | --------------- | ---------------------------------- |
| Major          | Hoffmann-Scholz | bis 24. Januar 1915                |
| Major          | Warnecke        | 24. Januar 1915 bis 22. März 1915  |
| Major          | Schmidt         | 5. April 1915 bis 19. Juni 1915    |
| Oberstleutnant | Vial            | 19. Juni 1915 bis 19. Juli 1916    |
| Major          | Lindenberg      | 4. August 1916 bis 29. Januar 1919 |

## Bewaffnung
Das R.F.A.Reg. Nr. 70 bestand aus einer Feldkanonen- und einer Haubitzen-Abteilung zu je drei Batterien mit vier Geschützen.

### 10,5 cm leichte Feldhaubitze 98/09
Die Haubitzen-Batterien waren mit der sogenannten 10,5 cm leichten Feldhaubitze 98/09 ausgerüstet. Bei diesem 10,5-cm-Geschütz handelte es sich um eine Weiterentwicklung der leichten Feldhaubitze 98. Wesentliche Änderung war auch hier die Ausstattung mit einem Rohrrücklaufsystem. Die 10,5 cm leichte Feldhaubitze hatte eine Rohrlänge von 1625 mm, ein Marschgewicht von 2260 kg und ein Gefechtsgewicht von 1225 kg. Verschossen wurden 15,7- bis 15,8-kg-Sprenggranaten sowie 12,8-kg-Schrapnells. Die maximale Schussweite betrug bei Granaten mit Aufschlagzündern 6.300 m und bei Granaten mit Zeitzündern 5.300 m. Die Feuergeschwindigkeit betrug 4 Schuss/min.

### 7,7-cm-Feldkanone 16
Im Oktober 1917 wurde das Regiment mit der 7,7-cm-Feldkanone 16 ausgerüstet.